# Silvia Loli
Silvia Rosario Loli Espinoza (Rímac, 31 de mayo de 1955) es una abogada y política peruana. Fue ministra de la Mujer y Poblaciones Vulnerables del Perú durante el gobierno de Francisco Sagasti, desde el 18 de noviembre del 2020 hasta el 28 de julio del 2021.

## Biografía
Silvia Loli nació en el distrito del Rímac, ubicado en la ciudad peruana de Lima, el 31 de mayo de 1955.
Sus estudios escolares los realizó en el Colegio Parroquial Santa Rosa de Viterbo. Es egresada de la Pontificia Universidad Católica del Perú, donde estudió el Programa Académico de Derecho desde el año 1974 hasta el año 1978. Asimismo, estudió también en la Comisión Andina de Juristas y se especializó en Derechos Humanos en el año 1997. Cuenta también con una maestría en la Universidad Peruana Cayetano Heredia (2000) y en el Instituto Interamericano de Derechos Humanos (2005).
Ejerce también como docente universitaria en la Universidad Nacional Mayor de San Marcos y en la Universidad Andina Simón Bolívar en Ecuador. Además, fue miembro del Consejo Consultivo de la Red Nacional de Promoción de la Mujer y representante del Perú en la Comisión Interamericana de Mujeres, durante los gobiernos de Valentín Paniagua y de Alejandro Toledo.
Desde el 2001 hasta el 2003 fue representante del Ministerio de Defensa del Perú ante el Consejo Nacional de Justicia y desde 2004 hasta 2005 laboró en el Ministerio de Salud.
En las elecciones parlamentarias del año 2006, postuló al Congreso de la República por Concertación Descentralista, coalición política que tuvo como candidata presidencial a Susana Villarán.
En el 2015, fue jefa de gabinete en el Ministerio de la Mujer y Poblaciones Vulnerables del Perú (MIMP) y posteriormente ocupó el cargo de directora general Contra la Violencia de Género. Posteriormente se desempeñó como consultora en la Dirección General de Ciudadanía Intercultural en el Ministerio de Cultura.
En el año 2017 fue designada como viceministra de la Mujer por el presidente Pedro Pablo Kuczynski y se mantuvo en el cargo hasta el año 2018.
Fue directora en la Dirección General contra la Violencia de Género, también ha sido titular de la Gerencia de la Mujer de la Municipalidad Metropolitana de Lima. También ha sido consultora del Instituto Peruano de Paternidad Responsable y ejerció la docencia en el Centro Latinoamericano de Trabajo Social (Celats).

### Ministra de la Mujer
El 18 de noviembre del 2020, Silvia Loli fue nombrada y juramentada por el presidente interino Francisco Sagasti como ministra de la Mujer y Poblaciones Vulnerables, formando parte del gabinete ministerial encabezado por Violeta Bermúdez.
Como ministra anunció nuevas medidas para la erradicación de la violencia contra la mujer.
Loli permaneció en el cargo hasta el final del gobierno el 28 de julio del 2021, siendo reemplazada por Anahí Durand en el gobierno de Pedro Castillo.